# Dynasty Warriors
Dynasty Warriors (jap. 三國無双 Sangokumusō) – japońska gra z gatunku bijatyk stworzona i wydana przez firmę Koei. Gra została wydana 1 grudnia 1997 roku na PlayStation. Grafika w grze Dynasty Warriors jest podobna do grafiki z gry Tekken. Określana jest jako chodzona bijatyka, zawiera również elementy gry strategicznej.
W Japonii gra została wydana jako Sangokumusō, jednak jej kontynuacja była zupełnie inna od oryginału, w rezultacie w Japonii wydana została pod tytułem Shin Sangokumusō. W Ameryce Północnej kolejne części gier z serii były wydawane dalej jako Dynasty Warriors, ale z odpowiednią numeracją.
System walk w grze jest dość skomplikowany. Wszystkie walki są oparte na broni, podobne do serii Soulcalibur. Gracz ma na celu odpieranie ciosów przeciwnika, pozostawiając go niezdolnego do ataku. Akcja gry dzieje się za czasów Epoki Trzech Królestw, umożliwia graczowi wcielenie się w jednego z generałów z tej epoki. Dynasty Warriors nie oferuje tak wiele etapów jak kolejne gry z tej serii. Wszystkie etapy zaczynają się od powstania Żółtych Turbanów. Zadaniem gracza jest doprowadzenie do połączenia trzech dynastii: Wei, Shu oraz Wu, ma również do dyspozycji kilkanaście rozbudowanych scenariuszy gry. Kolejna gra z serii, Dynasty Warriors 2, różni się znacząco od gatunku i stylu oryginału.